# Skuraty (rejon dokszycki)
Skuraty (biał. Скураты; ros. Скураты) – wieś na Białorusi, w obwodzie witebskim, w rejonie dokszyckim, w sielsowiecie Biehomla. W 2019 roku była niezamieszkana.